# Superclásico de las Américas de 2019
El Superclásico de las Américas de 2019 fue la sexta edición de esta competición sudamericana, disputada entre los seleccionados de fútbol de Argentina y Brasil. Por cuarta vez, al tratarse de una fecha FIFA, los combinados participantes pudieron convocar a cualquier jugador que desearan los entrenadores, ya que en ediciones anteriores únicamente los que se desempeñan en la Primera División argentina o en la Serie A brasileña podían ser citados al encuentro (cabe destacar que esta regla solo aplica si el partido es jugado en el territorio de alguno de los dos países). 
El partido se desarrolló en el King Saud University Stadium de la ciudad de Riad en Arabia Saudita.
El encuentro finalizó con victoria de la albiceleste, que logró abrir el marcador con un solitario gol de Lionel Messi a los 13 minutos del primer tiempo.

## Sede
| Riad                         |
| ---------------------------- |
| King Saud University Stadium |
|                              |
| Capacidad: 25 000            |

## Partido
| 15 de noviembre de 2019 | Brasil | 0:1 (0:1) | Argentina | King Saud University Stadium, Riad,                        |                                                            |
| 20:00 (UTC +3)          |        | Reporte   | Messi 13' | Asistencia: 22 541 espectadores Árbitro(s): Matthew Conger | Asistencia: 22 541 espectadores Árbitro(s): Matthew Conger |

|  |  |

|             |    |                   |     |     |
|             |    |                   |     |     |
| POR         | 1  | Alisson           |     |     |
| DEF         | 6  | Alex Sandro       |     | 64' |
| DEF         | 3  | Thiago Silva      |     |     |
| DEF         | 14 | Éder Militão      | 64' |     |
| DEF         | 2  | Danilo            | 27' |     |
| MED         | 10 | Lucas Paquetá     |     | 46' |
| MED         | 5  | Casemiro          | 22' | 86' |
| MED         | 8  | Arthur            |     | 55' |
| DEL         | 19 | Willian           |     | 71' |
| DEL         | 20 | Roberto Firmino   |     |     |
| DEL         | 9  | Gabriel Jesus     |     | 71' |
| Cambios:    |    |                   |     |     |
| MED         | 11 | Philippe Coutinho |     | 46' |
| MED         | 17 | Fabinho           |     | 55' |
| DEF         | 16 | Renan Lodi        |     | 64' |
| DEL         | 7  | Richarlison       |     | 71' |
| DEL         | 21 | Rodrygo           |     | 71' |
| DEL         | 18 | Wesley            |     | 86' |
| Entrenador: |    |                   |     |     |
| Tite        |    |                   |     |     |

| POR            | 23 | Esteban Andrada    |     |     |
| DEF            | 2  | Juan Foyth         |     |     |
| DEF            | 6  | Germán Pezzella    |     |     |
| DEF            | 19 | Nicolás Otamendi   |     |     |
| DEF            | 3  | Nicolás Tagliafico | 61' |     |
| MED            | 11 | Lucas Ocampos      |     | 74' |
| MED            | 15 | Leandro Paredes    | 73' | 83' |
| MED            | 5  | Rodrigo De Paul    | 43' | 90' |
| MED            | 20 | Giovani Lo Celso   |     | 59' |
| DEL            | 10 | Lionel Messi       |     |     |
| DEL            | 22 | Lautaro Martínez   |     | 88' |
| Cambios:       |    |                    |     |     |
| MED            | 8  | Marcos Acuña       |     | 59' |
| DEL            | 24 | Nicolás González   |     | 74' |
| MED            | 18 | Guido Rodríguez    |     | 83' |
| DEL            | 13 | Lucas Alario       |     | 88' |
| MED            | 17 | Nicolás Domínguez  |     | 90' |
| Entrenador:    |    |                    |     |     |
| Lionel Scaloni |    |                    |     |     |

| Bandera de Argentina         |
| Campeón Argentina 2.º título |

## Cobertura Televisiva
- Argentina: TyC Sports

- Brasil: Rede Globo